# Open GLAM
Open GLAM ist ein Netzwerk von Galerien, Bibliotheken, Archiven und Museen, die  sich für eine gemeinsame Nutzung des kulturellen Erbes einsetzen. Die Bezeichnung GLAM verweist auf das englische Akronym für „Galleries, Libraries, Archives, Museums“. Das Netzwerk besteht seit dem Jahr 2010.

Open GLAM-Logo

## Hintergrund und Aktivitäten
Bibliotheken, Archive und Museen sammeln als „Gedächtnisinstitutionen“ Aufzeichnungen der Menschheit und unterstützen damit wesentlich das Wissen der Menschheit. Diese Sammlungen sind entsprechend dem kulturellen Erbe zuzuordnen. Die gemeinsame Nutzung soll insbesondere durch einen ethisch offenen digitalen Zugang zum kulturellen Erbe ermöglicht werden. „Open“ meint hierbei, dass jeder einen freien Zugang zum kulturellen Erbe hat, um – unter Beachtung der Urheberrechte – diese Informationen zu nutzen, zu verändern und für die jeweiligen Zwecke zu teilen. Neben den Institutionen können sich auch natürliche Personen (z. B. Fachleute, Unterstützer) dem Netzwerk anschließen.
Im Netzwerk tauschen deshalb Institutionen des kulturellen Erbes Strategien und Praktiken für einen ethisch offenen digitalen Zugang zum kulturellen Erbe aus bzw. entwickeln diese. Besonders gibt das Internet diesen Institutionen die Möglichkeit, ihr kulturelles Erbe global bereitzustellen bzw. auffindbar zu machen. Über das Internet können die Benutzer auch Beiträge einbringen und teilen. Aus diesem Grund profitieren auch die Institutionen des kulturellen Erbes von Open GLAM. Open GLAM bietet verschiedene Möglichkeiten, sich in diesem Themengebiet auszutauschen und voneinander zu lernen. Diese sind insbesondere:
- Veröffentlichung und Teilnahme an Open GLAM Medium Publikationen
- Nutzung des @openglam Twitter-Accounts bzw. Interaktion unter dem Hashtag #OpenGLAM
- Teilnahme an der Open GLAM Community
- Aufnahme in Mailingliste

Über diese Kommunikationskanäle kann ein globaler Austausch zu Open GLAM erfolgen.

## Open GLAM-Prinzipien
Für den freien und offenen digitalen Zugang zum kulturellen Erbe wurden im Jahr 2013 fünf Open GLAM-Prinzipien erarbeitet und bereitgestellt:
1. Bibliotheken, Archive und Museen stellen digital die gesammelten Bildungsmaterialien zu ihrem jeweils zugehörigen kulturellen Erbe mit Hilfe dafür geeigneter Werkzeuge so bereit, dass diese möglichst frei weiterverwendet werden können (die größten Freiheitsgrade bietet hier das Werkzeug CC0 – Creative Commons Zero)[6].
2. Digitale Bildungsmaterialien, die aus Gründen des Urheberrechts zeitlich begrenzt nicht frei weiterverwendet werden dürfen, sollen nach Ablauf des Urheberrechts nicht erneut mit Nutzungseinschränkungen versehen werden, sodass sie ab diesem Zeitpunkt ebenfalls frei weiterverwendbar sind.
3. Bei einer digitalen Veröffentlichung von Bildungsmaterialien des kulturellen Erbes sind von den Galerien, Bibliotheken, Archiven und Museen eindeutig die Erwartungen zur Weiterverwendung der Daten oder Teilmengen davon anzugeben.
4. Bei einer digitalen Veröffentlichung von Bildungsmaterialien des kulturellen Erbes sind offene Dateiformate, die maschinenlesbar sind, zu verwenden.
5. Bibliotheken, Archive und Museen sind angehalten, Möglichkeiten zu ermitteln und umzusetzen, die Öffentlichkeit neuartig im Internet zu erreichen.

## Open GLAM-Deklaration
Seit 2020 arbeiten Creative Commons und die Wikimedia Foundation an einer Überarbeitung einer früheren Open GLAM-Deklaration zum Open Access für das kulturelle Erbe.
Durch diese Initiative soll das Verständnis für die Bedeutung von Open GLAM verbessert werden, insbesondere dass für die Institutionen abgesicherte urheberrechtliche Randbedingungen für einen offenen Zugang zu ihren Bildungsmaterialien gewährleistet werden können.
Forschungsergebnisse und abgeleitete Empfehlungen zu Open GLAM fließen in die Deklaration zu einem freien Zugang zu kulturellem Erbe ein.

## Belege
1. ↑  openglam.org: A global network on sharing cultural heritage.
2. ↑  The Open Definition - Open Definition - Defining Open in Open Data, Open Content and Open Knowledge. Abgerufen am 4. Februar 2021.
3. ↑  How. In: OpenGLAM. Abgerufen am 4. Februar 2021.
4. ↑  What. In: OpenGLAM. Abgerufen am 4. Februar 2021.
5. ↑  OpenGLAM Principles. In: OpenGLAM. Abgerufen am 4. Februar 2021.
6. ↑  Was ist Creative Commons Zero? Abgerufen am 4. Februar 2021.
7. ↑  scann: Research papers for Open GLAM: informing the Declaration on Open Access for Cultural Heritage. 6. März 2020, abgerufen am 4. Februar 2021 (englisch).
8. ↑  Andrea Wallace: Executive Summary. In: Open GLAM. 19. Oktober 2020, doi:10.21428/74d826b1.b1ae638e (pubpub.org [abgerufen am 4. Februar 2021]).